# Charles Jordan
Charles Jordan (Indianapolis, Indiana; 31 de enero de 1954 – 10 de noviembre de 2023) fue un baloncestista estadounidense que jugó en la posición de alero.

## Equipos
| Periodo   | Equipo              |
| --------- | ------------------- |
| 1975–1976 | Indiana Pacers      |
| 1978–1979 | ASVEL Basket        |
| 1979–1982 | Fortitudo Bologna   |
| 1982–1983 | Mangiaebevi Ferrara |